# Bengalia subnitida
Bengalia subnitida este o specie de muște din genul Bengalia, familia Calliphoridae, descrisă de James în anul 1964.
Este endemică în Nepal. Conform Catalogue of Life specia Bengalia subnitida nu are subspecii cunoscute.